# Methode der erreichbaren Gebiete
Die Methode der erreichbaren Gebiete (engl.: Attainable Region Method, AR) ist eine grafische Methode der chemischen Reaktionstechnik zur Bestimmung des Konzentrationsraums, der für eine vorgegebene chemische Reaktion nur durch Reagieren und Mischen erreicht werden kann. Die grafische Veranschaulichung des erreichbaren Gebietes erlaubt die Bestimmung des optimalen Reaktornetzwerks für eine gegebene Kinetik und einen gegebenen Zulaufstrom.

## Entstehungsgeschichte
Der traditionelle Ansatz zum Design und Optimierung von Reaktornetzwerken ist es, eine neue Reaktorkonfiguration gegen eine bekannte zu testen. Wird damit eine höhere Ausbeute erreicht, werden die neue Reaktorkonfiguration und die entsprechenden Prozessparameter übernommen, ansonsten muss eine weitere Konfiguration getestet werden. Das Vorgehen besteht auf Versuch und Irrtum und ist zeit- und kostenintensiv. Die theoretische Reaktornetzwerkoptimierung erfordert oft eine große Anzahl von gekoppelten Gleichungen. Octave Levenspiel versuchte, durch grafische Auswertung die Situation zu vereinfachen. Levenspiels Methode blieb aber in ihrer Anwendbarkeit begrenzt, da sie nur einfache Reaktionsprobleme optimieren konnte.
Für die Prozessoptimierung ist es vorrangig, die vielversprechendste Lösung für ein reales Problem in kürzester Zeit finden. Dazu wurde die Grundidee des erreichbaren Gebietes erstmals von F. Horn im Jahr 1964 vorgestellt. Er definierte die Attainable Region, also das erreichbare Gebiet, als die Menge aller Konzentrationen im Konzentrationsraum, die für eine gegebene Kinetik und einen gegebenen Zulauf durch die beiden Operationen Reagieren und Mischen erreicht werden kann.
Eine grafische Methode zur Bestimmung des erreichbaren Gebietes wurde erstmals von Glasser und Hildebrandt im Jahr 1987 vorgestellt und sukzessive erweitert. Dazu nehmen sie an, dass die Extrempunkte des erreichbaren Gebiets immer durch eine Verschaltung der drei Reaktorarten Rührkesselreaktor (CSTR), Strömungsrohr (PFR) und Strömungsrohr mit Seiteneinspeisung (DSR) erreicht werden können. In den letzten Jahren wurden vor allem Erweiterungen der Methode für höhere Dimensionen (Rooney und Glasser, 2000; Abraham und Feinberg, 2004) und für Reaktivdestillationen (Agrawal und Mahajani, 2008) veröffentlicht.

## Bestimmung des erreichbaren Gebietes
Eine Annahme von Feinberg und Hildebrandt ist, dass im zweidimensionalen Raum das Strömungsrohr (PFR) und der Rührkesselreaktor (CSTR) ausreichen, um das erreichbare Gebiet zu bilden. Strömungsrohr und Rührkessel stellen hierbei die beiden extremen Mischungstypen ideale Durchmischung und keine Durchmischung da. Im dreidimensionalen Raum muss noch das Strömungsrohr mit Zwischeneinspeisung (DSR) hinzugezogen werden, um das erreichbare Gebiet zu bilden. Dieser Reaktor ist der Zwischentyp zwischen den beiden Extremen.
Aufbauend auf ihren Überlegungen haben Glasser, Feinberg und Hildebrandt notwendige Bedingungen formuliert, die ein Gebiet im Konzentrationsraum erfüllen muss, um das erreichbare Gebiet sein zu können. Diese Bedingungen lauten:
- Die Zulaufskonzentration muss im Gebiet einhalten sein.
- Das Gebiet ist konvex, da konkave Bereiche durch Mischen erreicht werden können.
- Die Reaktionsvektoren auf dem Rand des Gebietes dürfen nicht nach außen zeigen. Sollte der Reaktionsvektor nach außen zeigen kann das erreichbare Gebiet mit einem angeschlossenen Strömungsrohr vergrößert werden.
- Kein inverser Reaktionsvektor darf von außen das Gebiet schneiden. Ist dies der Fall, kann durch umschalten auf einen Rührkessel das erreichbare Gebiet vergrößert werden.

Es soll an dieser Stelle noch einmal darauf hingewiesen werden, dass diese Bedingungen nur notwendige Bedingungen sind. Auch wenn diese Bedingungen von einem Gebiet erfüllt werden, kann nicht bewiesen werden, dass dies wirklich das größtmögliche erreichbare Gebiet für eine gegebene Kinetik und einen gegebenen Zulauf ist.
Im Folgenden wird kurz auf die beiden Operationen Reagieren und Mischen sowie auf die Gleichungen für die drei elementaren Reaktionen eingegangen, bevor die Bestimmung des erreichbaren Gebietes anhand eines Beispiels erläutert wird.

### Reagieren

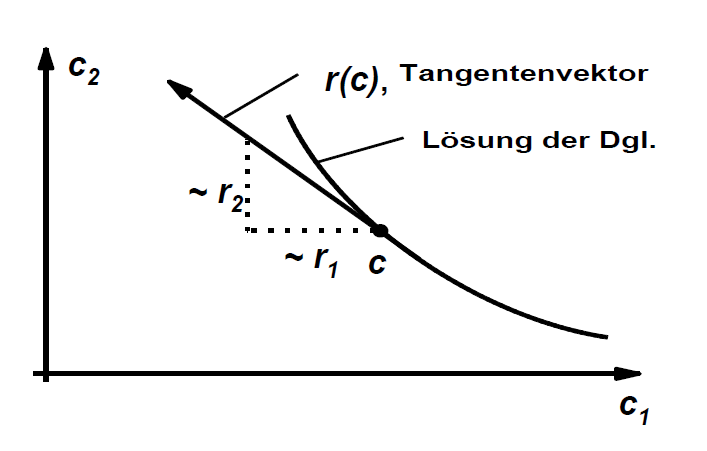
Reaktionsvektor

An jedem Punkt des Konzentrationsraums existiert ein Reaktionsvektor r(c), der in die Richtung der Reaktion bei dieser Konzentration zeigt. Wird die Reaktion durch die Differentialgleichung dc=r(c)dλ für ein zweidimensionales System beschrieben, kann der Reaktionsvektor wie im Bild dargestellt veranschaulicht werden. Wenn man nun die Differentialgleichung für die zwei Komponenten formuliert und das Verhältnis der beiden bildet, kürzt sich dλ heraus und man erhält den Reaktionsvektor. Diesen kann man so an jedem Punkt der Trajektorie darstellen.
{\displaystyle {\frac {dc_{2}}{dc_{1}}}={\frac {r_{2}(c_{1},c_{2})}{r_{1}(c_{1},c_{2})}}}

### Mischen

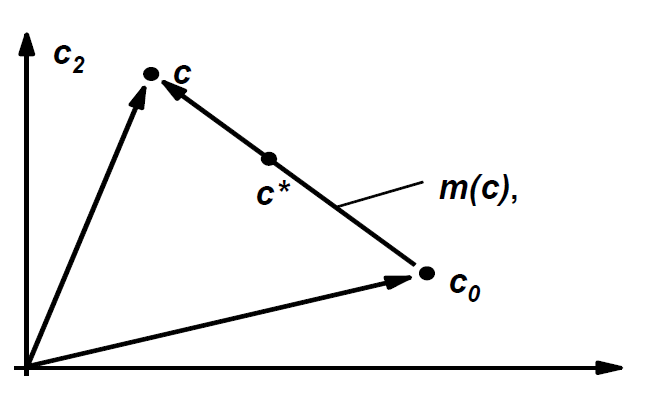
Mischungsvektor

Beim Mischen werden zwei Konzentrationen in einem bestimmten Verhältnis α miteinander vermischt, so dass eine Konzentration auf der Geraden zwischen den beiden Konzentrationen entsteht. Dadurch können konkave Bereiche des erreichbaren Gebietes  erreicht werden.
{\displaystyle c^{\ast }=c_{0}+\alpha (c-c_{0})}

## Reaktorgleichungen
Für einen Rührkesselreaktor mit idealer Durchmischung ergibt sich die Ausgangskonzentration in Abhängigkeit von der Verweilzeit τ durch die algebraische Gleichung
{\displaystyle c-c_{0}=r(c)\tau .}
Für ein ideales Strömungsrohr ergibt sich die Trajektorie des Konzentrationsprofils in Abhängigkeit von der Laufvariablen λ durch Lösen der Differentialgleichung
{\displaystyle {\frac {dc}{d\lambda }}=r(c).}
Die Trajektorie des Strömungsrohrs mit Seiteneinspeisung, als Zwischentyp der beiden vorigen Reaktorarten, kann durch Lösen der Differentialgleichung
{\displaystyle {\frac {dc}{d\lambda }}=r(c)+\alpha (c_{0}-c)}
bestimmt werden.

### Beispiel
Im Folgenden soll die Bestimmung des erreichbaren Gebiets anhand der Van-de-Vusse-Reaktion beispielhaft gezeigt werden. Ziel des Reaktornetzwerkes soll es sein, die Ausgangskonzentration des Produktes B zu maximieren.
{\displaystyle A\rightleftharpoons B\rightarrow C}
{\displaystyle 2A\rightarrow D}
Zur grafischen Bestimmung des erreichbaren Gebiets müssen zunächst folgende Annahmen getroffen werden:
- Es handelt sich um ein homogenes Gemisch
- Es findet keine Volumenänderung etwa durch Mischen statt
- Ein isothermer Betrieb wird vorausgesetzt

Wie die Stöchiometrie zeigt, treten bei der Van-de-Vusse-Reaktion mehr als zwei Komponenten auf. Da man allerdings nur am Verlauf der Trajektorien des Eduktes A und des Produktes B interessiert ist, kann man das eigentlich vierdimensionale Problem auf ein zweidimensionales Problem projizieren.

## Konstruktion des erreichbaren Gebietes

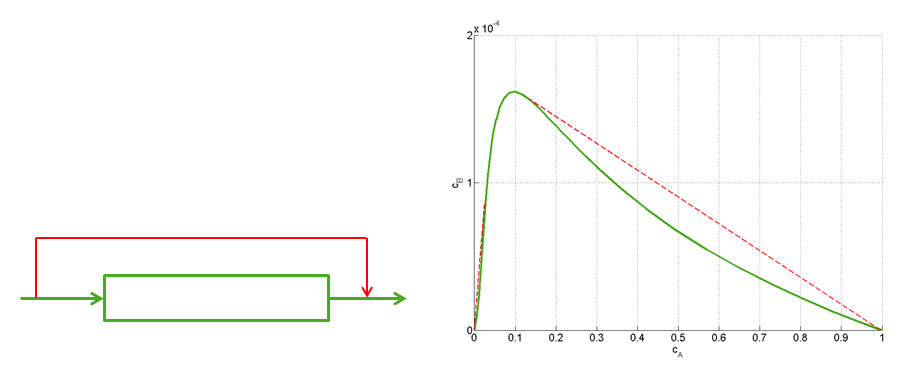
Das erreichbare Gebiet eines Strömungsrohres

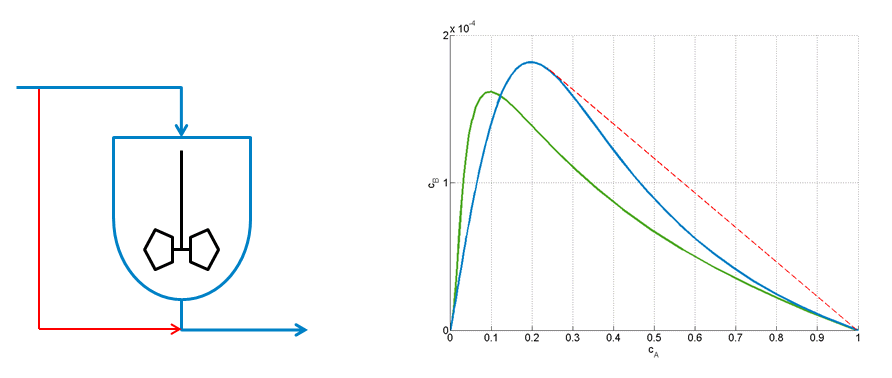
Das erreichbare Gebiet eines Rührkesselreaktores

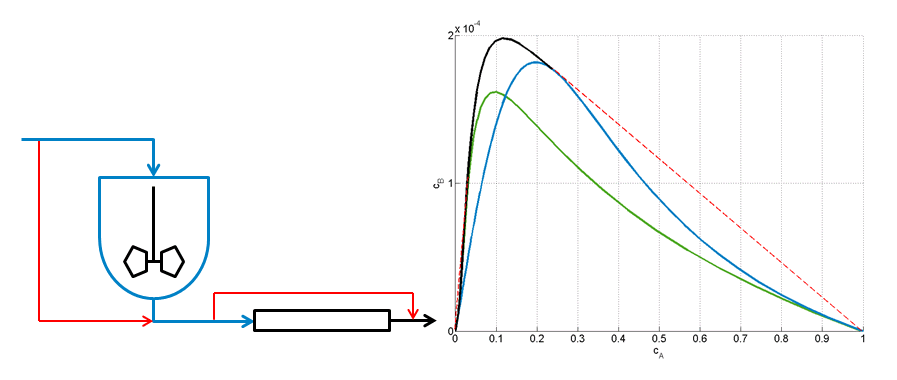
Das vollständige erreichbare Gebiet

Bei einem zweidimensionalen Problem bietet es sich zunächst an, die Trajektorien für einen Rohrreaktor mit steigender Reaktorlänge und für einen Rührkesselreaktor mit steigender Verweilzeit zu berechnen.
Umschließt die Trajektorie des Rohrreaktors die Trajektorie des Rührkesselreaktors und beide Trajektorien schneiden sich nicht, so besteht das optimale Reaktorsystem aus einem einzelnen Rohrreaktor und das erreichbare Gebiet kann durch Schließen der konkaven Bereiche mit einer Mischungsgeraden vervollständigt werden. Diese Bereiche können durch Rückvermischung mit dem Feedstrom erreicht werden. Andernfalls ist die Trajektorie des Rührkesselreaktors weiter zu betrachten. Diese kann durch einen Rohrreaktor an den Stellen erweitert werden, an denen der Reaktionsvektor nach außen zeigt (z. B. am Endpunkt von konkaven Bereichen). Konkave Bereiche können jeweils durch Rückvermischung überbrückt werden. Mit dieser Methode kann so das vollständige erreichbare Gebiet konstruiert werden.